# Красноисетское
Красноисетское — село в Далматовском районе Курганской области. Входит в состав Затеченского сельсовета.

## Географическое положение
Село Красноисетское расположено на правом берегу реки Исети, ниже Далматова по течению. Село протянулось вдоль побережья на 2 километра. В Красноисетском 3 улицы, проходящие параллельно друг другу: Пролетарская, Советская и Ленина.

## История
До 1917 года село Притыка входило в состав Далматовской волости Шадринского уезда Пермской губернии. Переименовано в Красноисетское 1919 году. По данным на 1926 год состояло из 360 хозяйств. В административном отношении являлось центром Красноисетского сельсовета Далматовского района Шадринского округа Уральской области.

## Население
| 1989 | 2002 | 2010 |
| ---- | ---- | ---- |
| 650  | ↘561 | ↘487 |

По данным переписи 1926 года, в селе проживало 1778 человек (800 мужчин и 978 женщины), в том числе: русские составляли 99 % населения.